# Zunfthaus zur Meisen

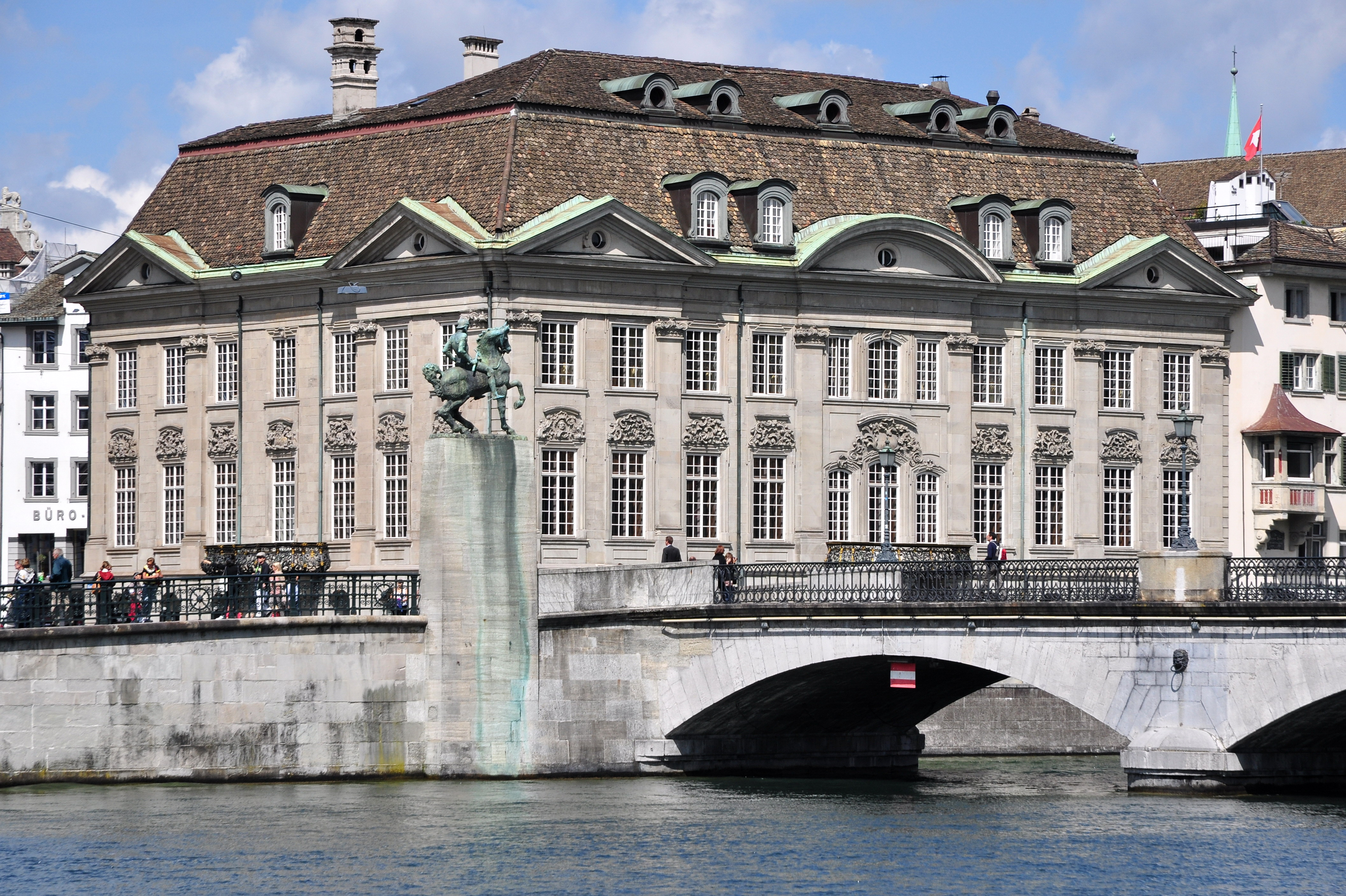
Zunfthaus zur Meisen

Zunfthaus zur Meisen – budynek wzniesiony w 1757 roku w Zurychu jako siedziba gildii kupców winnych. Obecnie znajdują się w nim zbiory ceramiki ze Schweizerisches Nationalmuseum.